# Adolphe Sax
Antoine-Joseph Sax, més conegut pel pseudònim Adolphe Sax (Dinant, Bèlgica, 6 de novembre de 1814 - París, 4 de febrer de 1894), fou l'inventor del saxòfon. També va inventar el saxotromba, el saxhorn i la saxtuba.
El seu pare, Charles-Joseph Sax (1790-1865), era músic, tocava el serpentó –un instrument antic que tenia forma de serp– i tenia una fàbrica d'instruments musicals. Arran d'això, Adolphe Sax, interessat per la música, tocava el clarinet baix, instrument que volia millorar. A l'instrument resultant hi buscava la dolçor dels instruments de canya i la potència dels de metall. El seu nom: saxophone (saxhorn + phone), en català saxòfon, saxofon o saxo.

## Biografia
Antoine-Joseph Sax va néixer a Dinant, Bèlgica. Els seus pares eren Charles-Joseph Sax i Marie-Joseph Masson (1791 - 1861). Va ser el petit d'onze germans i germanes i mentre el seu primer nom era Antoine, va ser referit com Adolphe d'infantesa. Els seus pare i mare eren dissenyadors d'instruments, qui van fer diversos canvis al disseny de la trompa. Adolphe va començar a fer els seus instruments propis a una edat primerenca al taller del seu pare. Així doncs, va presentar dos de les seves flautes i un clarinet a una competició a l'edat de 15 anys. També va estudiar interpretació d'aquests dos instruments així com cant al École royale de musique de Brussel·les.
No hi ha moltes dades al voltant de la vida personal de Sax. Se sap que va tenir una companya sentimental, Louise - Adèle Maor, filla d'un trompetista de la Garde nationale que se n'havia anat de Barcelona per establir-se a París. Sax i Maor van tenir cinc fills dels quals dos van morir molt jóvens. El seu fill Adolphe - Édouard va continuar la carrera del seu pare. Però no va ser fins a les noces de la seva filla menor (1886) que va reconèixer oficialment als seus tres fills, perquè Sax i Maor no s'havien casat.
A més de la seva immensa biblioteca, Adolphe Sax era un col·leccionista excepcional. Posseïa 467 objectes de diversos països i èpoques històriques, entre ells centenars d'instruments. A causa del tancament del seu negoci el 1877, es va fer una subhasta pública en què nombrosos conservadors i museus, com el MIM (Musée des instruments de musique de Bruxelles), van adquirir les peces i instruments de la gran col·lecció.
Adolphe Sax va patir molts problemes de salut, tant física com anímica i mental. El treball, la dura competència en el sector i els conflictes amb els seus competidors van minvar la salut del músic i constructor. Entre 1853 i 1858 va patir càncer de llavi del qual finalment es va guarir plenament. Va morir el 1894 a París i va ser enterrat al Cimetière de Montmartre a París.

## Carrera

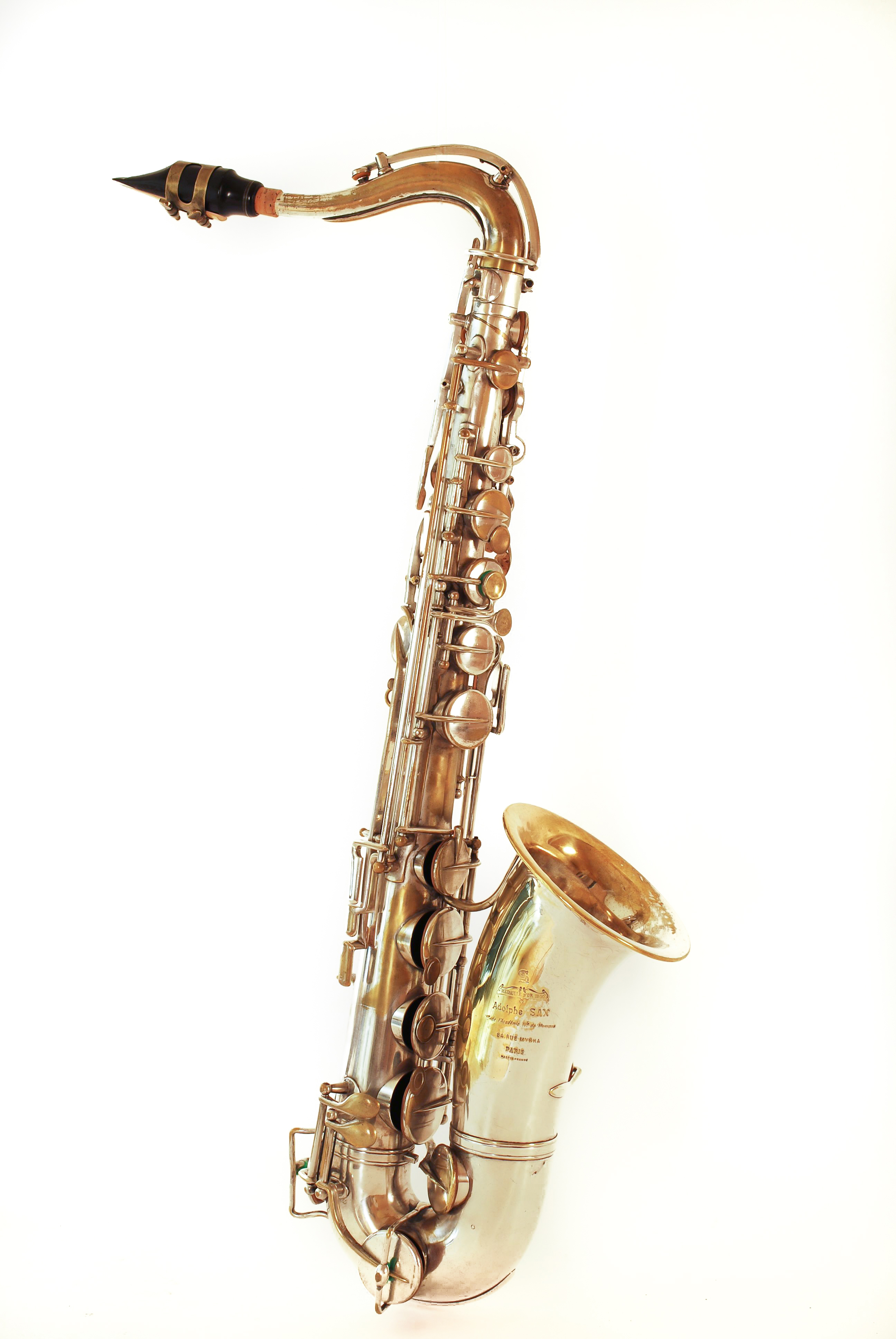
Saxòfon tenor, Adolphe Sax, París, ca. 1850, MDMB 857, al fons del Museu de la Música de Barcelona

Havent-hi deixat l'escola, Sax va començar a experimentar amb dissenys d'instrument nous, mentre els seus pares van continuar fent instruments convencionals per portar diners a casa. La primera invenció important d'Adolphe era una millora del disseny del clarinet baix, el qual va patentar a l'edat de 24. Sax es va establir permanentment a París l'any 1841 i va començar a treballar en un conjunt nou d'instruments que va exhibir allà a 1844. Aquests eren cornetes naturals, i encara que no hi hagi inventat l'instrument ell, els seus exemples eren tant més exitós que aquells dels seus rivals que van esdevenir coneguts com a saxhorns. Varien dins aproximadament set mides diferents, i van pavimentar el camí fins a la creació del fliscorn. Avui, els saxhorns són de vegades utilitzats en concerts de bandes i orquestres. El saxhorn també és l'antecedent del modern euphonium (bombardí).
Sax també va desenvolupar la família del saxotromba, instruments amb vàlvules de llautó amb un diàmetre més estret que els saxhorns, a 1845, encara que van sobreviure molt poc temps.
Els saxhorns es van estendre ràpidament per tot el món. Les vàlvules del saxhorn van ser acceptades i són en gran part inalterades avui. Els avenços fets per Adolphe Sax van ser aviat seguits pel moviment de banda de llautó britànic que exclusivament va adoptar la gamma del saxhorn. La Jedforest Instrumental Band, es va formar el 1854, i la Hawick Saxhorn Band el 1855, dins de les fronteres escoceses, una dècada després que els models de saxhorn estiguessin disponibles.
Al voltant de 1840 Sax va inventar el clarinette-bourdon, un primerenc i fallit disseny de clarinet contrabaix. Va desenvolupar, al voltant d'aquest temps, l'instrument pel qual és ara més conegut, el saxofon, patentat el 1846. El saxofon va ser inventat per a l'ús en orquestres i bandes de concert. El compositor Hector Berlioz va escriure per aquest nou instrument durant 1842. L'any 1846 Sax hi havia dissenyat, sobre el paper, una gamma sencera de saxofons (de sopranino a subcontrabaix). Tot i que mai esdevenien instruments orquestrals estàndards, els saxofons li van donar la seva reputació i li van assegurar una feina, ensenyant al Conservatori de París, el 1857. Sax va continuar fent instruments més tard dins la seva vida i presidia la nova classe de saxofon al Conservatori de París.

### Taller
El juliol del 1843, gràcies a la inversió de capital de diversos amics, Sax va poder fundar la seva signatura Adolphe Sax et compagnie. Al voltant de 1850 ja s'havia establert a la seva fàbrica del número 50 de la Rue Saint - Georges fins a la seva fallida el 1878. El taller es va centrar en la construcció d'instruments de vent fusta i metall confiant en subcontractacions per a determinades peces com les vàlvules.
Abans del tancament, al taller treballaven més de 200 empleats. La fabricació seguia un procés de producció industrial basat en la divisió de treball. Sax va començar participant activament en aquesta cadena de treball per a més tard passar a supervisar la producció i controlar tot el procés per mantenir l'alt estàndard de qualitat.

### Publicacions
Entre 1858 i 1878 Sax va començar a produir i publicar repertori per a aquests nous instruments, a través d'un grup estable d'editors propi. Entre els gèneres més publicats es troben peces per a banda militar, fantasies i obres de música de cambra. Peces per a saxofon, saxhorn, corneta, clarinet i fins i tot cor. Dels compositors que van col·laborar amb ell destaquen Demerssemann, Singelée, Savari, Arban i Klosé.

### Conflictes i competència
Fabricants d'instrument rivals van atacar la legitimitat de les seves patents i van muntar una llarga campanya de litigi contra Sax i la seva empresa.
Des de 1846 fins a 1854 els seus competidors el van acusar que les seves patents de saxhorn, saxotromba i saxòfon eren falses. Mentrestant, els membres d'aquesta coalició copiaven els seus instruments i fins i tot li "robaven" treballadors. Finalment el 1854 el jutge va dictaminar a favor de Sax donant les patents per vàlides. A l'any següent, Sax va començar una campanya contra els que havien copiat els seus instruments presentant denúncies per danys i perjudicis. Entre ells es trobaven els constructors Besson, Rivet, Gautrot i Kretzschmann.
Tot aquest llarg procés judicial va durar fins a 1867 i va fer que Sax perdés grans quantitats de diners.Sumat a la incerta situació econòmica, la manca de capital i altres canvis polítics va fer que Sax fora a la fallida en tres ocasions, el 1852, 1873 i finalment el 1877, any que va perdre la seva fàbrica i els seus materials. Només va poder sobreviure en el mercat durant 10 anys més gràcies a inversors associats.